# Васькін Василь Тимофійович
Василь Тимофійович Васькін (22 березня 1914, село Медведівка Гжатського повіту Смоленської губернії, тепер Смоленської області, Російська Федерація — 18 листопада 1993, місто Саратов, Російська Федерація) — радянський діяч органів держбезпеки, міністр державної безпеки (внутрішніх справ) Туркменської РСР, голова КДБ при Раді міністрів Туркменської РСР, генерал-майор. Депутат Верховної ради СРСР 4-го скликання. Депутат Верховної ради РРФСР 5-го скликання.

## Біографія
Народився в родині селянина-середняка (потім — голови комітету бідноти). До 1932 року разом із батьками проживав у селі Медведівка Гжатського району Західної області та в селі Коркінське Туринського району Уральської області. У липні 1932 року закінчив 6 класів школи колгоспної молоді в селі Коркінське.
У листопаді 1932 — липні 1934 року — учень медичного технікуму міста Ірбіт Свердловської області. У серпні 1934 — липні 1938 року — студент медичного інституту та секретар комітету ВЛКСМ медичного інституту в місті Свердловську, закінчив чотири курси.
З квітня до вересня 1938 року — слухач оперативних курсів ГУДБ НКВС СРСР у Москві. У вересні 1938 — лютому 1939 року — помічник оперуповноваженого 7-го відділу УДБ НКВС Туркменської РСР, потім оперуповноважений 2-го відділення 2-го (секретно-політичного) відділу УДБ НКВС Туркменської РСР.
Член ВКП(б) з червня 1939 року.
У липні 1939 — січні 1940 року — слідчий слідчої частини НКВС Туркменської РСР. У січні 1940 — квітні 1941 року — начальник слідчого відділення УНКВС–УНКДБ по Ашхабадській області Туркменської РСР.
У 1941 році закінчив заочно Ашхабадський медичний інститут.
У квітні — серпні 1941 року — начальник секретно-політичного відділу УНКДБ по Ашхабадській області. У серпні 1941 — травні 1943 року — начальник секретно-політичного відділу УНКВС по Ашхабадській області. У травні — червні 1943 року — начальник 2-го відділення УНКДБ по Ашхабадській області. З червня 1943 року перебував у розпорядженні відділу кадрів НКДБ Туркменської РСР.
У жовтні 1943 — квітні 1945 року — заступник начальника УНКДБ по Ташаузькій області Туркменської РСР.
У квітні 1945 — 18 серпня 1948 року — начальник УНКДБ (УМДБ) по Ташаузькій області Туркменської РСР.
18 серпня 1948 — 20 грудня 1950 року — начальник УМДБ по Чарджоуській області Туркменської РСР.
20 грудня 1950 — 4 грудня 1951 року — заступник міністра державної безпеки Туркменської РСР.
4 грудня 1951 — 16 березня 1953 року — міністр державної безпеки Туркменської РСР.
16 березня 1953 — 6 квітня 1954 року — міністр внутрішніх справ Туркменської РСР.
6 квітня 1954 — 23 червня 1956 року — голова КДБ при Раді міністрів Туркменської РСР.
23 червня 1956 — грудень 1975 року — начальник УКДБ при РМ СРСР по Саратовській області. З грудня 1975 року перебував у розпорядженні КДБ при РМ СРСР. У травні 1976 року був звільнений із КДБ у запас (за віком).
З 1976 року — пенсіонер, методист-консультант на курсах при Саратовській міжобласній (вищій) партійній школі. Потім — на пенсії в Саратові.
Помер 18 листопада 1993 року, похований на старому Єлшанському цвинтарі Саратова.

## Звання
- молодший лейтенант державної безпеки (11.09.1939)
- капітан державної безпеки (11.02.1943)
- майор державної безпеки (10.12.1943)
- підполковник державної безпеки
- полковник
- генерал-майор (14.01.1956)

## Нагороди
- орден Леніна (30.10.1967)
- два ордени Трудового Червоного Прапора (28.01.1950, 31.08.1971)
- орден Червоної Зірки (5.11.1954)
- орден «Знак Пошани» (10.12.1964)
- п'ять медалей
- знак «Почесний співробітник держбезпеки» (23.12.1957)